# Diócesis de Shimoga
La diócesis de Shimoga (en latín: Dioecesis Shimogaënsis y en inglés: Roman Catholic Diocese of Shimoga) es una circunscripción eclesiástica de la Iglesia católica en India. Se trata de una diócesis latina, sufragánea de la arquidiócesis de Bangalore. Desde el 19 de marzo de 2014 su obispo es Francis Serrao de la Compañía de Jesús.

## Territorio y organización
La diócesis tiene 22 893 km² y extiende su jurisdicción sobre los fieles católicos de rito latino residentes en 3 distritos del estado de Karnataka: Shimoga, Chitradurga y Davanagere.
La sede de la diócesis se encuentra en la ciudad de Shimoga, en donde se halla la Catedral del Sagrado Corazón de Jesús. En Harihar se halla la basílica menor de Nuestra Señora de la Salud.
En 2020 en la diócesis existían 21 parroquias.

## Historia
La diócesis fue erigida el 14 de noviembre de 1988 con la bula Id spectantes del papa Juan Pablo II, obteniendo el territorio de la arquidiócesis de Bangalore y de la diócesis de Chikmagalur.

## Estadísticas
Según el Anuario Pontificio 2021 la diócesis tenía a fines de 2020 un total de 18 498 fieles bautizados.
| Año                                                                             | Población            | Población | Población      | Sacerdotes | Sacerdotes    | Sacerdotes    | Bautizados por sacerdote | Diáconos permanentes | Religiosos | Religiosos | Parroquias |
| Año                                                                             | Bautizados católicos | Total     | % de católicos | Total      | Clero secular | Clero regular | Bautizados por sacerdote | Diáconos permanentes | Varones    | Mujeres    | Parroquias |
| ------------------------------------------------------------------------------- | -------------------- | --------- | -------------- | ---------- | ------------- | ------------- | ------------------------ | -------------------- | ---------- | ---------- | ---------- |
| 1990                                                                            | 22 260               | 3 433 115 | 0.6            | 22         | 21            | 1             | 1011                     |                      | 1          | 110        | 16         |
| 1998                                                                            | 25 102               | 4 222 779 | 0.6            | 37         | 28            | 9             | 678                      |                      | 10         | 157        | 24         |
| 2001                                                                            | 24 301               | 4 499 804 | 0.5            | 40         | 30            | 10            | 607                      |                      | 10         | 155        | 22         |
| 2002                                                                            | 24 508               | 4 510 024 | 0.5            | 46         | 36            | 10            | 532                      |                      | 10         | 166        | 20         |
| 2003                                                                            | 24 725               | 4 639 515 | 0.5            | 61         | 43            | 18            | 405                      |                      | 18         | 170        | 24         |
| 2004                                                                            | 20 506               | 7 346 000 | 0.3            | 59         | 42            | 17            | 347                      |                      | 17         | 184        | 24         |
| 2010                                                                            | 21 006               | 7 822 000 | 0.3            | 70         | 43            | 27            | 300                      |                      | 31         | 232        | 21         |
| 2014                                                                            | 19 447               | 5 432 000 | 0.4            | 78         | 44            | 34            | 249                      |                      | 37         | 223        | 22         |
| 2017                                                                            | 19 014               | 5 645 380 | 0.3            | 81         | 46            | 35            | 234                      |                      | 35         | 222        | 22         |
| 2020                                                                            | 18 498               | 5 737 600 | 0.3            | 84         | 43            | 41            | 220                      |                      | 41         | 227        | 21         |
| Fuente: Catholic-Hierarchy, que a su vez toma los datos del Anuario Pontificio. |                      |           |                |            |               |               |                          |                      |            |            |            |

## Episcopologio
- Ignatius Paul Pinto † (14 de noviembre de 1988-10 de septiembre de 1998 nombrado arzobispo de Bangalore)
- Gerald Isaac Lobo (3 de diciembre de 1999-16 de julio de 2012 nombrado obispo de Udupi)
- Francis Serrao, S.I., desde el 19 de marzo de 2014